# 마네킨 (영화)
《마네킨》(영어: Mannequin)은 미국에서 제작된 마이클 고틀리브 감독의 1987년 로맨틱 코미디 영화이다. 앤드루 매카시, 킴 커트랠 등이 출연하였고, 아트 레빈슨 등이 제작에 참여하였다.
1988년 제60회 아카데미상에서 앨버트 해먼드와 다이앤 워런이 “Nothing's gonna stop us now”로 주제가상 후보에 올랐다.
1991년 속편 《마네킨 2》가 개봉하였다.

## 줄거리
고대 이집트. 에마 “에미”는 중매 결혼을 피해 피라미드에 숨어 진정한 사랑을 찾게 해달라고 신에게 빈다. 그 순간 에미가 순식간에 감쪽같이 사라진다.
1987년 필라델피아. 조각가 조너선은 마네킹을 하나하나 지나치게 공들여 만들다가 해고를 당하고 일러스트라 백화점 직원인 여자친구 록시에게 차인다. 
그러나 조서넌은 프린스 앤드 컴퍼니 백화점 앞에서 우연히 소유주 클레어 팀킨을 구하면서 다시 취직이 된다. 조너선이 아끼는 마네킹을 쇼윈도에 배치한 뒤 이 마네킹에 에미의 영혼이 깃든다. 에미는 지난 수세기 동안 예술가들의 뮤즈로 살아왔지만 진정한 사랑은 찾지 못했다고 말한다. 신의 힘으로 에미는 다른 사람들이 지켜보지 않을 때 조너선 앞에서 살아있는 인간으로 지낼 수 있다. 조너선은 에미를 사랑하게 되지만 다른 사람들 눈에는 그저 마네킹에 집착하는 것으로 보일 뿐이다. 한편 프린스 앤드 컴퍼니 매니저 리처즈는 프린스 앤드 컴퍼니를 사고 싶어하는 일러스트라로부터 몰래 사주를 받고 고의로 영업을 방해하는 중이다. 
에미의 도움을 받은 조너선의 쇼윈도 전시는 거듭 큰 성공을 거두고, 조너선은 시각 판촉 책임자가 된다. 일러스트라 CEO B.J. 워트는 록시에게 조너선을 빼 오라고 지시하지만 조너선은 록시의 제안을 거절한다. 클레어는 무능력한 경비 대장 필릭스와 조너선에게 무례한 태도를 보여온 리처즈를 해고하고, 조너선의 성과에 깊은 인상을 받아 조너선을 부사장으로 임명하려고 한다. 
리처즈, 필릭스는 프린스 앤드 컴퍼니에서 여성 마네킹들을 훔치고, 조너선이 이 도난에 대해 따져묻자 워트는 다시 일자리를 제안한다. 록시가 마네킹들을 거대 쓰레기 압축기에 집어넣자 조너선은 에미를 구하기 위해 목숨을 걸고 컨베이어 벨트 위로 뛰어들고, 에미는 진짜 사람이 된다. 마네킹 절도 장면이 비디오 증거 영상으로 남아 필릭스와 리처즈가 먼저 체포된다. 곧 워트가 음모와 에미 납치 혐의로 끌려가면서 록시를 해고한다.
조너선과 에미는 쇼윈도에서 결혼식을 올린다. 

## 출연진
- 앤드루 매카시 - 조너선 스위처 역
- 킴 커트랠 - 에마 “에미” 헤지레이 역
- 에스텔 게티 - 클레어 팀킨 역
- 제임스 스페이더 - 리처즈 씨 역
- G. W. 베일리 - 필릭스 맥스웰 경비대장 역
- 미섁 테일러 - 할리우드 몬트로즈 역: 쇼윈도 장식가.
- 캐럴 데이비스 - 록시 실드 역
- 스티브 비너비치 - B.J. 워트 역
- 크리스토퍼 마어 - 아르만드 역

## 기타 제작진
- 공동 제작: 캐서린 포라
- 배역: 마시 리로프
- 미술: 조선 루소
- 의상: 리사 젠슨
- 안무: 빈센트 패터슨
- 조감독: 마이클 헤일리